# 데이즈 얼라이브 뮤직
데이즈 얼라이브 (daze alive)는 제리케이가 2012년 2월에 설립한 대한민국의 음악 레이블이다.
제리케이 (Jerry.K)는 2011년 11월, 소울컴퍼니의 해체 이후, 2012년 2월에 데이즈 얼라이브를 설립하였으며, 이를 통해 '연애담 (EP)'을 발표하였다. 이후 1인 레이블 체제를 유지하며 '우성인자2 (믹스테입)', 'TRUE SELF (정규 2집)', '연애담2 (EP)' 및 디지털 싱글들을 발표하였다.
제리케이는 2013년 7월 27일, 클럽 DGBD에서 열린 자신의 단독공연 'DAZE A LIVE 1'에서 리코 (Rico), 슬릭 (Sleeq)의 영입과 본격적인 레이블 활동의 시작을 알렸다.
'데이즈 얼라이브 (daze alive)'는 '살아온 날들'이라는 뜻의 'days alive'의 다른 표기로, '삶을 담아내는 음악'이라는 의미를 갖고 있다.
데이즈 얼라이브는 2014년 6월 22일, 공식적으로 출범을 알린 흑인 음악 전문의 에이전시, 매니지먼트사 스톤쉽 (Stone Ship)과 계약, 폭넓은 활동을 모색할 것이라 밝혔으며, 2014년 11월 15일에 디딤홀에서 열린 레이블 콘서트 'DAZE A LIVE 5'에서 새 멤버인 래퍼 던말릭 (Don Malik)을 영입했다.
2018년 2월, 던말릭이 데이즈 얼라이브에서 제명되었다.
2020년 8월 25일, 슬릭이 데이즈 얼라이브를 크루 형태로 전환하며, 타 소속사로 이전하였다.

## 멤버
- 제리케이
- 리코
- 슬릭 (크루로 전환)